# Furazabol
Furazabol (INN, JAN) (tên thương hiệu Frazalon, Miotalon, Qu Zhi Shu), còn được gọi là androfurazanol, là một steroid đồng hóa-androgenic tổng hợp hoạt động bằng miệng đã được bán trên thị trường Nhật Bản từ năm 1969. Nó là một dẫn xuất 17 -alkylated của dihydrotestosterone (DHT) và có liên quan chặt chẽ về cấu trúc với stanozolol, khác với nó chỉ bằng hệ thống vòng furazan thay vì pyrazole. Furazabol có tỷ lệ đồng hóa tương đối cao với hoạt động androgenic. Như với AAS 17-kiềm khác, nó có thể có nguy cơ nhiễm độc gan. Thuốc đã được mô tả là thuốc chống tăng lipid máu và được khẳng định là hữu ích trong điều trị xơ vữa động mạch và tăng cholesterol máu, nhưng theo William Llewellyn, những đặc tính như vậy của furazabol là một huyền thoại.